# Hračky (film)
Hračky (v anglickém originále Toys) je americký fantasy film z roku 1992. Režisérem filmu je Barry Levinson. Hlavní role ve filmu ztvárnili Robin Williams, Michael Gambon, Joan Cusack, Robin Wright a LL Cool J.

## Ocenění
Film byl nominován na dva Oscary, a to v kategoriích nejlepší kostýmy a výprava.

## Obsazení
| Robin Williams  | Leslie Zevo  |
| Michael Gambon  | Leland Zevo  |
| Joan Cusack     | Alsatia Zevo |
| Robin Wright    | Gwen Tyler   |
| LL Cool J       | Patrick Zevo |
| Donald O’Connor | Kenneth Zevo |
| Arthur Malet    | Owen Owens   |
| Jamie Foxx      | Baker        |
| Yeardley Smith  | Miss Drum    |
| Debi Mazar      | Debbie       |